# Корпиловка
Корпиловка (укр. Корпилівка) — село в Шепетовском районе Хмельницкой области Украины.
Население по переписи 2001 года составляло 283 человека. Почтовый индекс — 30455. Телефонный код — 3840. Занимает площадь 41 км². Код КОАТУУ — 6825555301.

## Местный совет
30455, Хмельницкая обл., Шепетовский р-н, пгт Грицев, ул. Шевченка, 2